# Matematikkens historie
Matematikkens historie går flere tusind år tilbage i tiden, længe før ordet matematik opstod. Ordet "matematik" kommer af det græske ord μάθημα (máthema), som betyder videnskab, kundskab eller lærdom. μαθηματικός (mathematikós) betyder "glad for at lære". I dag refererer begrebet til en bestemt kundskabsgren – det deduktive studie af antal, struktur, rum og ændring.
Der er flere opfattelser af, hvornår matematikken opstod. Længe før matematik udviklede sig til sit eget kundskabsområde, har mennesker været optaget af antal, strukturer, former og figurer, lokalisering i rummet, og mange andre emner, som optager matematikere. Den mest fundamentale matematiske ide drejer sig om det at tælle, så når man skal se på matematikkens historie, er det naturligt at starte med tal. Talsystemer har ofte udviklet sig fra skriftsprog. Matematikken har udviklet sig forskelligt i forskellige kulturer. Nogle centrale udviklingslinjer var mesoamerikansk matematik, matematik omkring Middelhavet (deriblandt klassisk græsk matematik og arabisk matematik), vedisk matematik og kinesisk matematik. 
De første matematiske tekster er fund fra det gamle Egypten omkring 1300 f.Kr. og i det gamle Mesopotamien omkring 1800 f.Kr. Også i Indien har man fundet nogle gamle matematiske tekster fra mellem 800 og 500 f.Kr. Alle disse tidlige kulturer har tekster, som omhandler det, som vi dag kalder den pythagoræiske læresætning, selv om Pytagoras selv hører hjemme i oldtidens Grækenland. Hvis man ser bort fra den tilgrundliggende aritmetik og geometri, er dette også den mest kendte matematiske teori helt frem til vore dage.
Man regner ofte med, at matematikken i Vesten begyndte at blive systematiseret omkring 1500-tallet. Positionssystemet og algebra var da kommet til den vestlige kultur fra Østen. I 1600-tallet blev differential- og integralregningen udviklet i Europa med hovedbidrag fra Leibniz og Newton. De sidste århundreder frem mod vores tid har matematikken udviklet sig både i bredden og dybden. Der er opstået flere nye grene inden for matematikken som for eksempel topologi, ikke-euklidiske geometrier og abstrakt algebra. I dag er matematik et så omfattende og sammensat felt, at det er umuligt for en matematiker at have indsigt i det hele.

## Forhistorisk tid, antikken og middelalderen
Hvis man ser på matematik som bevidst anvendelse af abstrakte strukturer, kan der argumenteres for, at matematikkens historie startede med udviklingen af antalsbegrebet – blandt andet repræsenteret ved indsigten i, at to æbler og to appelsiner repræsenterer en mængde (og at de to mængder er lige store). Menneskets evne til at regne bliver af mange anset for at være mindst 50.000 år gammel. Ved arkæologiske udgravninger er der gjort fund af et lårben fra en ulv, som er dateret til omkring 30.000 f.Kr. På dette ben er der ridset 55 streger, systematisk efter hinanden. Dette og lignende fund vidner om en grundlæggende forståelse for antal, og det repræsenterer første trin i udviklingen mod et talsystem. En nødvendig forudsætning for matematikkens udvikling var også skrivekunsten, som gjorde det muligt at nedskrive tallene og forholdet mellem dem på en systematisk måde.
De tidligste civilisationer var jordbrugssamfund. For at et samfund skal kunne fungere, er det nødvendigt med forskellige typer af matematisk kundskab. Først og fremmest må man have en god, udviklet kalender, så man ved, hvornår det er tid til at så og høste. Foruden kundskaber om tal og regning behøves ganske omfattende astronomiske kundskaber for at lave en kalender. Kundskaber inden for astronomi udvikles gennem matematiske beregninger. Et jordbrugssamfund har også behov for kundskab om landmåling, så man kan fordele landområderne mellem bønderne. Landmåling kræver geometrisk kundskab (specielt trigonometri), og ordet geometri betyder da også landmåling. De tidligste civilisationer i Mellemøsten var centreret omkring de store floder, og her var der behov for at kortlægge og beregne, når oversvømmelserne kom, så man kunne sikre sig mod for store tab af avl og menneskeliv. Efter en oversvømmelse måtte man ofte opmåle bøndernes landområder på ny, for oversvømmelserne medførte ofte ændringer af landskabet omkring floderne. 
I sammenhæng med dette ser man fra historiske kilder, at alle civilisationer har udviklet matematiske kundskaber for at løse praktiske problemer i forbindelse med bogføring, astronomi, jordbrug og konstruktion. Blandt andet benyttet af de antikke babyloniere, egypterne, inderne og senere grækernes sofistikerede talsystemer, numeriske metoder, geometri og talteori. Grækerne udviklede også matematisk logik og deduktiv bevisførelse. 
I de følgende årtusinder levede matematikken stort set videre i den arabiske verden, Indien og Kina. Det var i denne periode, man begyndte at anvende tallet nul og decimalsystemet. Den persiske matematiker og videnskabsmand Al-Khwârizmî gjorde en vigtig indsats i udviklingen af algebra omkring år 800.

### Matematik i oldtidens Egypten (ca. 1850 – 600 f. Kr.)
Indtil det lykkedes forskerne at tyde de babylonske lertavler, var overleveringer fra Egypten den rigeste kilde til viden om matematik i oldtiden. Mens babylonierne skrev på lertavler med kileskrift, skrev egypterne på papyrus med hieroglyffer. Den papyrus, som har givet os mest kendskab til matematikken i det gamle Egypten er den såkaldte Rhind-papyrus. Blandt nogle forskere bliver denne papyrus tidsfæstet til ca. 1650 f. Kr.
Egypterne havde blandt andet en interessant metode til multiplikation og division, og denne metode baserer sig faktisk på de samme principper, som bruges i moderne computere. Denne metode kaldes for udvikling i totalssystemet. Rhind-papyrussen giver os også information om egypternes brug af stambrøker. En stambrøk er en brøk, som har tallet 1 som tæller (over brøkstregen). 
I lighed med vort moderne talsystem havde også egypterne et veludviklet titalssystem (grunden til, at ti blev valgt som grundtal, var at det allerede dengang var brugt at tælle på fingrene). Mens vort talsystem er et positionssystem, hvor cifrenes placering har betydning, var egypternes talsystem et såkaldt additivt talsystem, der havde symboler for 1, 10, 100, 1 000, 10 000, 100 000 og 1 000 000. Når de skulle skrive et tal, skrev de symbolerne ved siden af hinanden og adderede dem på samme måde, som man kender fra det romerske talsystem.
En anden kilde til viden om de gamle egypteres matematik er den såkaldte Moskva-papyrus; af denne fremgår det, at egypternes kundskaber i matematik gik meget længere, end Rhind-papyrussen antyder. Papyrussen indeholder 25 matematiske problemer, som blandt andet viser, at egypterne må have kendt til formlen for en pyramides rumfang. Et af problemerne viser yderligere, at de også må have kendskab til formlen for rumfanget af en pyramidestub.

### Babyloniernes matematik (ca. 1800 – 550 f. Kr.)
Babylonsk matematik refererer til al den matematik som fandtes hos menneskerne som levede i det gamle Mesopotamien (i dag Irak), helt fra de tidligste sumeriske kulturer til begyndelsen af hellenismen. Det har fået navnet babylonsk matematik på grund af den vigtige rolle byen Babylon havde på den tid. Alligevel er det egentlig misvisende at tale om babylonsk matematik, for den mesopotamiske kultur omfattede meget mere end Babylon og områderne som hørte til.
Den viden man har om de gamle mesopotamiere og de sumeriske kulturer, har man fra en række (mere end 400) lertavler med kileskrift. Ud fra disse tavler kan man læse om en rig kultur. Her finder man også bevis for at babylonierne havde en højt udviklet matematik. 
Babylonierne benyttede et talsystem hvor 60 var grundtal i stedet for 10, som i vort talsystem. Dette talsystem bliver ofte refereret til som det  seksagesimale talsystem. Tallene blev skrevet med kileskrift, og man skrev på lertavler. Dersom babylonierne for eksempel skulle skrive tallet 75, ville det have været skrevet som (1)(15), eller {\displaystyle 1\times 60+15=75}.
Ved studier af de babylonske lertavler har forskere fundet flere matematiske tabeller, blandt andet multiplikationstabeller, divisionstabeller og tabeller for regning med decimalbrøker. I det hele taget baserede en stor del af babyloniernes matematik sig på regning og løsning af problemer ved at bruge tabeller. I tavler som stammer fra den seleukiske periode kan man også finde et symbol for 0.
Den babylonske lertavle som er mest kendt har fået navnet Plimpton 322. Den er blevet beskrevet som en af de mest opsigtsvækkende dokumenter i matematikkens historie. Forskere mener at de i dag fuldt ud forstår indholdet i denne lertavle, og denne forståelsen har revolutioneret opfattelsen af den babylonske matematik. Lertavlen består blandt andet af en tabel med såkaldte pythagoræiske tal, og denne tavle giver os et bevis for at babylonierne kendte til den pythagoræiske læresætning mere end tusind år før Pythagoras levede. Babylonierne var også gode til at behandle summer af kvadrater, og på flere lertavler ser man at de brugte dette til at løse det man ville kalde for ligninger.

### Kinesisk matematik (efter ca. 1300 f.Kr.)
De tidligste bevarede kilder til kinesisk matematik stammer fra tal som er ristet ind på skildpaddeskjold (såkaldte orakelben). Disse stammer fra Shāng-dynastiet (ca. 1500 – 1027 f. Kr.). Disse tal er skrevet i et positionssystem, sådan at tallet 123 er skrevet (fra top til bund) med symbolet for 1 一 fulgt af symbolet for 100 百, derefter symbolet for 2 二 fulgt af symbolet for 10 十, og til sidst symbolet for 3 三 (sammen 一百二十三). Dette var sandsynligvis det mest avancerede talsystem i verden på denne tid.  Dette talsystem er fortsat i brug i kinesisk skriftsprog, ved siden af arabiske tal. Der kunne gøres hurtige og avancerede udregninger ved hjælp af en suànpán, som er en kinesisk kugleramme. Denne opfindelse blev trolig udviklet til praktisk brug af handelsmænd og gav en ”regnekraft” som ikke blev passeret før kalkulatorens opfindelse.  
I 212 f. Kr. beordrede Qín-dynastiets kejser Shǐ Huáng at alle bøger skulle brændes. Selv om denne ordre ikke blev fulgt overalt, er konsekvensen at man i dag kun har få sikre kilder om matematikken i det gamle Kina. 
Under Táng-dynastiet blev den til da kendte matematiske viden samlet i værket Ti klassikere om matematik  (Suànjīng shíshù, 算经十书). Den mest indflydelsesrige af disse ti er Matematik i ni kapitler (Jiǔzhāng suànshù) skrevet af en anonym forfatter for 2000 år siden. Den indeholder praktiske løsninger på matematiske problem, uden brug af avanceret deduktion som samtidig græsk matematik tilstræbte. Flere af bogens beviser blev ikke opdaget i Europa før over tusind år senere. De fleste matematiske problemer var knyttet til rentesregning, skatteligning, rækker, geometri og landmåling. En kinesisk matematiker var den første som lykkedes med at beregne π med hele 7 decimaler. 
Eksamenssystemet for statstjenestemænd var den enerådende karrierevej for personer med højere uddannelse fra Sòng-dynastiet og senere. Disse hårde eksamener lagde kun vægt på kundskaber om konfusianske klassiske tekster. Derfor var studiet af matematik kun en distraktion fra eksamenspresset som det ikke lønnede sig at bruge tid til. Dette er en mulig forklaring på at kinesisk matematik senere kom til at miste sit forspring. Man holdt sig med et matematisk-astronomisk direktorat som havde som hovedopgave at beregne kalenderen, men kalenderopslagene blev mere og mere upålidelige indtil europæiske jesuitter med matematisk uddannelse blev engageret i 1600-tallet.

### Indisk matematik (ca. 900 f. Kr .– 1150 e. Kr.)
Indien har en lang og spændende historie, både som nation og som matematik-nation. Landet har fostret mange store matematikere, fra det 9. århundrede, via den store Brahmagupta (598–670) til vort tids Srinivasa Aiyangar Ramanujan (1887–1920), som bliver regnet som et af Indiens største matematiske genier. 
I det 9. århundrede før vor tidsregning, bliver værdien til π angivet med to decimaler i teksten Shatapatha Brahmana. Sulba Sutraene (ca. 800 – 500 f. Kr.) var geometriske tekster, og her finder man irrationale tal, primtal og kubikrod. Her finder man også roden af 2 udregnet med fem decimaler. Teksten gav også en metode til at finde cirkelens kvadrat, den løste lineære og kvadratiske ligninger, udviklede pythagoræiske tal algebraisk, og den gav et numerisk bevis for Pythagoras' læresætning. I det 5. århundrede f. Kr. blev de grammatiske regler for Sanskrit udformet af Panini. Hans notation var ikke ulig moderne matematisk notation, og den tog i brug metaregler, transformationer og rekursioner på en sofistikeret måde, og på mange måder kan Paninis arbejde derfor regnes som forløberen for moderne grammatiske teorier som er vigtige i programmeringssprog.
I værker af Pingala (omkring det 3.–1. århundrede f. Kr.) finder man matematiske ideer som kan regnes som forløber for det binære talsystem, Binomialfordelingen og fibonacci-tal.
Mellem 300 f. Kr. og 200 e. Kr. begyndte matematikere inden for jainismen at studere matematik for matematikkens egen skyld. De var de første til at udvikle blandt andet uendelige tal, gruppeteori, logaritmer, tredjegradsligninger, fjerdegradsligninger, permutationer og kombinationer. Bakshali-manuskriptet, som blev skrevet en gang mellem 200 f. Kr. og 200 e. Kr., indeholder løsningerne på lineære ligninger med op til fem ubekendte, løsning af andengradsligninger, aritmetiske og geometriske rækker, brug af nullet og negative tal, og meget mere. Her kan man også finde nøjagtige udregninger af irrationale tal. Nogle af disse udregninger indebærer at man må beregne kvadratroden af tal på størrelse med en million, og de er beregnet med mindst 11 decimaler.
Brahmagupta (598–668) var en markant indisk matematiker, og han bliver ofte krediteret for opdagelsen af nullet. I sit værk Brahma Sphuta Siddhanta fra ca. 628 præsenterer han regler for regning med negative tal og nul. Han er også kendt for at være den første som gav den generelle løsning til den diofantiske ligning (ligning med heltalsløsning) på formen ax + by = c. Han efterlod sig også en række matematiske problemer som var formuleret på en kunstfærdig måde, sådan som de indiske matematikere ofte gjorde.
En af tidens største indiske matematikere var Bhaskara (1114–1185). I tillæg til sine arbejder inden for aritmetik, algebra og trigonometri, er han en af forløberne for moderne matematisk analyse. Han havde stor forståelse for differential- og integralregning længe før Isaac Newton og Leibniz formelt grundlagde analysen. Bhaskaras mest kendte værk var Lilivati, opkaldt efter hans eneste datter.

### Grækernes matematik (ca. 550 f. Kr .– 300 e. Kr.)
Grækerne leverede mange vigtige bidrag til udviklingen af matematikken, og den allervigtigste var nok indføringen af det matematiske bevis. Tidligere civilisationer havde også haft en højt udviklet matematik, men stort set i form af mere eller mindre veludviklede algoritmer (opskrifter) for at løse bestemte problem og gøre forskellige udregninger. For de græske matematikere var det ikke længere nok bare at regne sig frem til en numerisk løsning på problemerne, man måtte også bevise at svaret var rigtigt. En stor del af den kendte matematik fra Antikken blev sammenfattet omkring 300 f. Kr af Euklid i værket Euklids elementer. Her ser man for første gang en strengt opbygget matematik som starter med nogle definitioner og aksiomer, og ud fra disse bliver alle de matematiske sætninger bevist. Dette værk har stor betydning for udviklingen af matematikken, og det er blevet brugt som lærebog i geometri ved universiteterne helt frem til vor tid.
Den første græske matematiker som nævnes i historiske kilder var Thales fra Milet. Han regnes også som den første græske filosof og videnskabsmand generelt. En af de mange historier som er nedskrevet om Thales, er at han ved hjælp af beregninger kunne forudsige en solformørkelse i 585 f. Kr. Han blev blandt andet krediteret opdagelsen af at diameteren deler cirkelen i to lige store dele og at alle vinkler i en ligesidet trekant er lige store. 
Den græske matematiker som er bedst kendt i dag er nok Pythagoras. Pythagoras var fra øen Samos lige ved kysten af dagens Tyrkiet, og han slog sig efterhånden ned i en lille græsk by i det sydlige Italien. Her havde han en gruppe disciple omkring sig, og denne gruppe blev senere kaldt pythagoræerne. Dette var en religiøs og filosofisk skole som der er knyttet mange historier og myter til. Pythagoræerne var meget optaget af tal, og Pythagoras bliver ofte tillagt citatet: "Alt er tal". Pythagoras opdagede også forholdet mellem harmoniske toner i musikken. Den mest kendte sætning som knyttes til Phytagoras er vel nok den såkaldte  pythagoræiske læresætning. Denne sætning viser en vigtig sammenhæng i alle trekanter som har en ret vinkel. Hvis man kvadrerer (multiplicerer med sig selv) de to korteste sider (kateterne) i en retvinklet trekant og adderer de to tal man får, så bliver dette lige meget som kvadratet af den længste side i trekanten (hypotenusen). Denne sætning kan også bruges til at vise at en trekant er retvinklet.
I moderne analyse er uendelig små størrelser centrale. Grundlaget for den tænkning blev lagt allerede hos Zenon (ca. 490 – 425 f. Kr.). Han er særlig kendt for sine paradokser. Et af paradokserne har udgangspunkt i at man kan dele et linjestykke i uendelig mange stykker. For at man skal komme fra et punkt til et andet på et linjestykke må man først bevæge sig halvdelen af vejen. For at komme der, må man først bevæge sig halvdelen af dette nye linjestykke, og sådan fortsætter det. Resultatet, ifølge Zenon, er at al bevægelse vil være umulig.
Perikles var nok mere kendt som filosof og naturvidenskabsmand end som matematiker, men hans navn knyttes alligevel til et af de store problemer i matematikkens historie. Dette gælder problemet om cirklens kvadratur. Problemet drejer sig om at konstruere (med passer og lineal) et kvadrat som har samme areal som en givet cirkel.
To af de allerstørste græske tænkere, Platon og Aristoteles leverede ikke selv nogle vigtige resultater i matematik, men de har alligevel haft indflydelse på udviklingen af matematikken i oldtidens Grækenland. Begge grundlagde sine skoler hvor der blandt andet blev undervist i matematik, og nogle af deres elever har haft stor betydning for matematikkens udvikling. Platon så på matematik som en del af den oversanselige virkelighed, og han mente at matematikken dermed var ophøjet over alle de andre videnskaber. Dette syn var Aristoteles uenig i.
En af Platons elever, Eudoksos, leverede vigtige bidrag til astronomien, og han har også lavet en permanent kalender. Han skal også have vist at volumen af en kegle er en tredjedel af volumen af en cylinder med samme grundflade og højde, og at volumen af en pyramide er en tredjedel af volumen af et prisme med samme grundflade og højde.
I hellenismen blev den græske matematik videreudviklet med hovedsæde i Alexandria. Her levede den store Euklid som samlede al datidens kundskab i matematik i sit store værk Euklids Elementerne. Dette værk indeholder ikke bare geometri, men også vigtige resultater fra andre dele af matematikken. I den hellenistiske tidsalder leverede Arkimedes også vigtige bidrag til matematikken, bl.a. fandt han en tilnærmelsesværdi for græske bogstav π. I lighed med Fermat offentliggjorde han ofte sine resultater uden bevis, sådan at andre matematikere kunne have fornøjelsen af at finde ud af det selv.
Den sidste af de store græske geometrikere var Apollonius fra Perga (ca. 262 – 190 f. Kr.). Han er især kendt for sine teorier om keglesnit, og hans mest kendte værk er Conica (som betyder keglesnit). Et keglesnit kan defineres som skæringsfladen mellem en kegle og et plan, og Apollonius var den første som indså at man kan få alle typer keglesnit ved at skære en fast kegle med et varierende plan. Tidligere havde man bare set på rette kegler. Apollonius indførte også navnene ellipse, parabel og hyperbel.
En af de sidste betydningsfulde græske matematikere var Diofant, også kaldet Diofantos fra Alexandria. Han skal have haft sit virke omkring år 250, og hans mest kendte værk er Aritmetika. Dette værk har haft stor betydning for udviklingen af matematik helt frem til vore dage, og den havde stor påvirkning på en matematiker som Fermat. Her beskriver Diofant hvordan man kan generere alle primitive pythagoræiske tripler, og det var i margen af dette afsnit i bogen at Fermat skrev sin berømte kommentar som senere er blevet kaldt for Fermats sidste sætning.

### Persisk-arabisk matematik (ca. 700–1600)
I 700-tallet erobrede araberne store dele af Mellemøsten, Nordafrika, den iberiske halvø og dele af Indien, og araberne ydede flere vigtige bidrag til udviklingen af matematikken. Samtidig spillede matematikerne i abbaside-kalifatet under den islamiske guldalder en vigtig formidlende rolle, idet de oversatte en lang række vigtige tidligere videnskabelige værker fra bl.a. græsk og indisk til arabisk, hvorfra værkerne igen blev oversat til latin og spredt i Europa. Biblioteket og forskningsinstitutionen Visdommens hus (Baty al-Hikma) i Bagdad spillede en stor rolle for denne udvikling.
Selvom de fleste islamiske tekster om matematik blev skrevet på arabisk, var ikke alle skrevet af arabere. På denne tid var arabisk et udbredt skriftsprog blandt lærde i de dele af verden som araberne havde erobret, på samme måde som græsk var et udbredt sprog i den hellenistiske verden. Nogle af de vigtigste matematikere inden for den muslimske verden var persere. 
En af de mest kendte matematikere var den persiske Muḥammad ibn Mūsā al-Ḵwārizmī, som levede i 800-tallet i Persien. Han var tilknyttet Visdommens hus og skrev flere vigtige bøger. De vigtigste af hans tekster var om de indisk-arabiske tal og om metoder til at løse ligninger. Ordet algoritme er afledt af hans navn, og ordet algebra stammer fra titlen på et af hans mest kendte værker: Al-Jabr wa-al-Muqabilah. Al-Khwarizmi bliver ofte anset som grundlæggeren af moderne algebra.
En videre udvikling af algebra finder man hos Abu Bakr al-Karaji (953 – 1029) i hans bog al-Fakhri. I 900-tallet blev værkerne af Diofant oversat fra græsk til arabisk af Abul Wafa. 
Omar Khayyám – en persisk digter som levede i 1100-tallet – var også matematiker, og han skrev blandt andet en bog hvor han behandlede svaghederne i Euklids Elementerne. Han gav også en geometrisk løsning på kubiske ligninger, som bliver regnet for et af de mest originale bidrag fra datidens matematik. Han havde også stor indflydelse på kalenderreformerne. Som matematiker var Khayyám kendt for at have fundet en metode til at løse tredjegradsligninger. I 1070 skrev han sit mest kendte værk om algebra, hvor han klassificerede ligninger efter graden. Her præsenterede han også en metode til at løse andengradsligninger som er meget lig den vi bruger i dag.
Nyere forskning har rettet opmærksomheden mod den store dybde i den arabiske matematik. Mange af de ideer som tidligere blev set på som nyskabelser af europæiske matematikere i 1500-tallet, 1600-tallet og 1700-tallet blev i virkeligheden udviklet af arabiske matematikere omkring fire århundreder tidligere. På mange måder ligger den matematik som studeres i dag meget nærmere den arabiske matematik end den gamle græske matematik.

### Middelalder i Europa
Mens den arabiske matematik blomstrede helt frem til slutningen af 1400-tallet, var der lille matematisk aktivitet i Europa. En af undtagelserne i den tidlige middelalder var Alkuin fra York (735–804). Han fik i opgave at undervise Karl den Store og hans familie i retorik, logik, teologi og matematik. Han skrev elementære bøger i aritmetik, geometri og astronomi, og han byggede en katedralskole op i Tours. Denne blev en forløber for de franske universiteter. Han skrev lærebøgerne i form af spørgsmål og svar, og de indeholder flere klassiske matematiske problemer.
I højmiddelalderen sker en opvågning i Europa, og mange af de græske filosoffer bliver genopdaget. Der opstår blandt andet en ny interesse for Aristoteles' logik, og i denne periode udvikles også skolastikken.
I 1200-tallet var flere regnebøger i brug i Europa, og blandt dem finder man også Algorismus i Hauksbok. Hauksbok blev skrevet af Haukr Erlendsson, som var lagmand på Island i 1294 og kom til Norge i ca. 1301. En del af denne bogen kaldes for Algorismus, og dette er den ældste regnebog på et nordisk sprog. Bogen indleder med at beskrive positionssystemet, og den fortsætter med at beskrive de forskellige regnearter, kvadratrod og kubikrod.
I 1200-tallet levede også Leonardo af Pisa, og det er fra ham man har fået kendskab til de såkaldte fibonacci-tal. Leonardo var godt kendt med den arabiske matematik, og han er blandt andet kendt for at have bragt arabernes algebra til Europa. Han var også den første af de italienske regnemestre (maestri d'abbaco), som blandt andet underviste handelsfolk i regning. På denne tid sker en forsigtig opblomstring af matematikken i Europa.

## Gennembruddet i Europa
Den matematiske tradition blev genoptaget i Europa efter Middelalderen. Dette blev i stor grad gjort muligt af Adelards oversættelser fra 1100-tallet af arabiske værker til latin. Udviklingen skød fart i 1500-tallets Italien, da blandt andre Girolamo Cardano leverede vigtige bidrag til udviklingen af algebra og løsning af ligninger. De italienske fremskridt førte til øget entusiasme for forskning i matematik, og dette spredte sig til resten af Europa. René Descartes tillempede algebraen til geometriske problemer, og Pierre de Fermat og Blaise Pascal var centrale i udviklingen af sandsynlighedsregningen. 
- René Descartes 
1596-1650
- Pierre de Fermat 
1601-1665
- Blaise Pascal 
1623-1662
- Isaac Newton 
1642-1727

Matematikken fik en betydelig rolle i sammenhæng med den videnskabelige revolution som startede omkring 1600, da Johannes Kepler og Galileo Galilei anvendte matematiske sammenhænge til at beskrive fysiske fænomener. Den skotske matematiker Lord Napier var den første som udforskede naturlige logaritmer. I 1600-tallet blev også grundlaget for den matematiske analyse lagt. Dette drejer sig om forholdet mellem størrelser som gennemgår forandring, og det er et vigtigt problemløsningsværktøj inden for andre grene af videnskab og teknik. Analysen blev grundlagt af Leibniz og Newton, som gjorde vigtige fremskridt uafhængig af hinanden. Newton brugte siden analysen til at formulere den klassiske mekanik. 
Parallelt med matematikkens øgede anvendelse blev den også udviklet stadig mere i abstrakt retning. I 1700-tallet og 1800-tallet skete en nærmest eksplosionsagtig vækst af matematisk viden. Det var på denne tid nye områder som topologi, analytisk talteori og analytisk geometri blev udviklet.

## Moderne udvikling

### 1700-tallet
Viden om de naturlige tal: 1, 2, 3, ... er ældre end nogen skrevne tekster, og de tidligste civilisationer i Mesopotamien, det gamle Egypten, Indien og Kina kendte til regning med disse tal. En måde at se på udviklingen af de forskellige talsystemer i moderne matematik er at se på hvordan nye tal bliver studeret for at finde svar på spørgsmål knyttet til regning med de gamle tal. I tidligere tider gav brøker (rationale tal) svaret på spørgsmål af typen: Hvilket tal er det som multipliceret med 3 giver 1? I Indien og Kina, og meget senere i Tyskland, blev negative tal udviklet for at give svaret på spørgsmålet: Hvad får du når du trækker et stort tal fra et som er mindre? Nullet blev opfundet på baggrund af et lignende spørgsmål: Hvad får du når du trækker et tal fra sig selv?
Et andet naturligt spørgsmål er hvad slags tal kvadratroden af to er. Grækerne vidste at dette ikke var en brøk, men et bedre svar på spørgsmålet kom da irrationale tal blev fundet op. De blev udviklet af John Napier og senere videreudviklet af Simon Stevin. Ved at bruge decimaler og en idé knyttet til grænsebegrebet, studerede Napier en ny konstant. Denne konstant gav Leonhard Euler senere navnet {\displaystyle e}.
Euler havde stor indflydelse på standardiseringen af andre matematiske begreber og notationer. Han gav kvadratroden af minus 1 symbolet {\displaystyle i} ( {\displaystyle {\sqrt {-1}}=i} ) og det var med til at de imaginære tal blev almindelig accepteret, og han populariserede også brugen af det græske bogstav π for at beskrive forholdet mellem cirkelens omkreds og dens diameter. Senere udviklede han følgende vigtige identitet indenfor matematikken:
{\displaystyle e^{i\pi }+1=0\,}

### 1800-tallet
I løbet af 1800-tallet blev matematikken stadig mere abstrakt. I dette århundrede levede en af tidernes største matematikere, Carl Friedrich Gauss, og også to af de største norske matematikere: Niels Henrik Abel og Sophus Lie. Gauss leverede det første fuldstændige bevis på algebraens fundamentalteorem, og både Abel og Lie gav flere vigtige bidrag til algebraens udvikling. 
En vigtig opdagelse i 1800-tallet var da Nikolaj Lobatjevskij og Janos Bolyai uafhængig af hinanden opdagede den ikke-euklidiske geometri. I deres hyperbolske geometri krummer rummet sådan at der findes uendelig mange linjer gennem et givet punkt {\displaystyle P} som er parallelle med en givet linje {\displaystyle l}. Bernhard Riemann, en af Gauss’ elever, leverede også et vigtigt bidrag til udviklingen af den ikke-euklidiske geometri. Hans udvidelse af differentialgeometrien har fået navnet Riemann-geometri. Her udvidede han den traditionelle differentialgeometri til {\displaystyle n} dimensioner. Den ikke-euklidiske geometri kom som en overraskelse, da man troede at der bare fandtes én geometri, nemlig den euklidiske. Den euklidiske geometri er den som stemmer bedst overens med den menneskelige intuition, men paradoksalt nok viste Albert Einstein i starten af 1900-tallet gennem sin relativitetsteori at det er den ikke-euklidiske geometri som beskriver virkeligheden. 
I tillæg til nye retninger af matematikken, fik den et strengere logisk fundament. Dette skete blandt andet inden for matematisk analyse, hvor Augustin Louis Cauchy og Karl Weierstrass leverede vigtige bidrag til dette område.
I 1800-tallet blev også en ny retning indenfor algebra udviklet, nemlig boolsk algebra. Den blev udviklet af den engelske matematiker George Boole. I boolsk algebra kan variablerne kun have to tilstande eller værdier. Enten er de sande eller falske, og tillægges gerne værdien 1 og 0. Boolsk algebra fik stor betydning i det 20. århundrede, og det er denne matematik som bliver brugt i moderne datamaskiner. 
Matematikkens begrænsning blev også udforsket i 1800-tallet. Niels Henrik Abel gav det endelige bevis for at ligninger af højere grad end fire ikke kan løses med vanlige algebraiske metoder. Andre matematikere fra denne tid viste at passer og lineal ikke er nok for at tredele en tilfældig vinkel, og heller ikke til at konstruere et kvadrat med samme areal som en given cirkel. Dette var to problemer som matematikere havde forsøgt at løse siden antikken. 
Opdagelserne af Abel og Galois lagde det videre grundlag for udviklingen af gruppeteori og abstrakt algebra. I 1900-tallet har fysikere og andre videnskabsmænd opdaget at gruppeteori er en ideel måde at studere symmetri på.

### 1900-tallet
I løbet af 1900-tallet har matematikken udviklet sig stadig videre. Matematikere er eftertragtede indenfor mange områder, både inden for undervisningssektoren og i industri og næringsliv. Årligt bliver der delt hundredvis af doktorgrader ud i matematik og fagområdet er vokset med sådan en fart at det er vanskeligt at have den totale oversigt. 
På baggrund af de foregående århundreders fremskridt forsøgte matematikerne tidligt i 1900-tallet at gennemføre en fuldstændig formalisering af matematikken. 
Målet var at udlede alle matematiske sandheder ved hjælp af enkle og veldefinerede logiske regler, og eventuelt finde en metode til at udlede matematiske sandheder ”mekanisk”. En af lederne af dette arbejde var David Hilbert, som var en af de fornemste matematikere på denne tid. Han præsenterede et program for at videreudvikle og formalisere matematikken. Han ønskede at konstruere et matematisk system baseret på nogle grundlæggende aksiomer. Ved hjælp af dette system skulle alle sætninger og problemer i matematikken kunne bevises, og systemet skulle være konsistent. Hvis man beviste at en sætning var sand med én metode, skulle man altså ikke kunne finde en anden metode som beviste at den samme sætning var usand. Dette arbejde samlede flere af de bedste matematikere i første del af 1900-tallet. 
I 1900 præsenterede David Hilbert en liste med 23 uløste problemer, Hilberts problemer, ved den internationale matematikkongres. Disse emner spændte vidt indenfor matematikken og fik en central position for meget af matematikken i det 20. århundrede. I dag er 10 af disse problemer blevet løst, syv er delvis løst og to er uløste, mens fire betragtes som værende for løst formuleret til nogensinde at blive afklaret.  
I 1910'erne udviklede Srinivasa Aiyangar Ramanujan (1887-1920) over 3000 matematiske sætninger, blandt andet flere emner inden for talteori. Han lavede også betydelige gennembrud og opdagelser inden for gammafunktionen, divergente serier, hypergeometriske serier og primtalsteori.
Gottlob Frege viede mange år af sin aktive karriere til at formulere grundreglerne for aritmetikken med basis i mængdelæren. Lige før han skulle udgive sit store værk, opdagede den britiske matematiker og filosof Bertrand Russell en inkonsistens i Freges system. Denne inkonsistens har fået navnet Russells paradoks, og den repræsenterede en alvorlig fare for drømmen om et fuldkomment matematisk system.
I 1931 vendte Kurt Gödel hele det rådende matematiske verdensbillede på hovedet ved at bevise at ethvert formelt system enten er utilstrækkelig eller fører til selvmodsigelser. Dette medfører ikke at de matematiske sætninger som allerede er bevist bliver ugyldige, men Gödels opdagelse viser at der er enkelte sætninger og problemer som ikke kan bevises i matematikken. Som en følge af dette begyndte matematikere at forsøge at finde ud af hvilke sætninger som ikke kunne bevises, og man så ikke bort fra at Fermats sidste sætning kunne være et sådant ubeviseligt problem  Da den britisk-amerikanske matematiker Andrew Wiles i 1995 præsenterede et bevis på dette 350 år gamle problem, var det et af århundredets allervigtigste resultater i matematikken. 
Under 2. verdenskrig fik matematikerne en vigtig rolle som kodebrydere. Et af de mest kendte navne i denne forbindelsen var Alan Turing. En periode var han leder for det britiske søforsvars Enigma-sektion ved Bletchley Park. Her arbejdede en gruppe dygtige matematikere for at knække koderne på de tyske meldinger. Tyskerne havde udviklet en avanceret elektromagnetisk krypteringsmaskine, kaldet Enigma, som de brugte til at kode de meldinger de sendte. Den indsats Turing og hans gruppe gjorde for at knække disse koder spillede en vigtig rolle for krigens udvikling. Turing var også med til at konstruere en af de første programmerbare datamaskiner.
I 1944 lancerede John von Neumann begrebet spilteori. Her brugte han matematikken som redskab til at analysere strukturen i forskellige spil, og hvordan mennesker spiller disse spil. Matematisk spilteori blev et vigtigt værktøj i forbindelse med militære strategier i den kolde krig.
I 1900-tallet fik matematikken nye anvendelser i og med datamaskinernes indtog, og i dag er den matematiske videnskab så omfattende og stærkt voksende at ingen matematiker kan have indgående kendskab til alle områder. Årligt publiceres der hundredtusinder af artikler med nye matematiske resultater.
Velkendte formodninger fra tidligere tider gav anledning til nye og mere virksomme teknikker. Wolfgang Haken og Kenneth Appel brugte computere til at bevise firfarveproblemet i 1976. Andrew Wiles arbejdede alene på sit kontor i flere år for at bevise Fermats sidste sætning, som fandt sin løsning i 1995. Matematisk samarbejde af hidtil uset omfang og størrelse fandt sted. Klassificering af endelige simple grupper (kaldet "the enormous theorem") omfattede titusinder af sider i mere end 500 tidsskriftartikler skrevet af omkring 100 forfattere, og de fleste publiceret i tidsrummet 1955 til 1983.
Ved århundredets slutning fandt matematikken endog vej ind i kunsten, med fraktal geometri som kunne generere hidtil usete smukke "former og landskaber".